# Связной банк
 Связной Банк — российский банк федерального масштаба, лишенный 24 ноября 2015 года лицензии. Полное название — Связной Банк (Акционерное общество). Помимо генеральной лицензии ЦБ РФ, банк имел лицензии ФСФР России профессионального участника рынка ценных бумаг, необходимые для осуществления брокерской, дилерской, депозитарной деятельности, на осуществление деятельности по управлению ценными бумагами, а также лицензии на выпуск пластиковых карт VISA, MasterCard.

## История
Связной Банк создан на базе АК «Промторгбанк». АК Промторгбанк был основан в 1992 году и на протяжении всей своей деятельности входил в число средних стабильных банков, обслуживающих преимущественно промышленные предприятия. В 2010 году Группа компаний «Связной» и «Промторгбанк» приняли решение о стратегическом партнерстве с целью формирования крупного универсального банка. 1 октября 2010 года «Промторгбанк» официально сменил название на Связной Банк.
Связной Банк постепенно расширял спектр услуг для розничных и корпоративных клиентов, и активно развивал карточный бизнес и другие направления розничного банкинга.
В 2014 году после освещения в прессе финансовых проблем у основного акционера банка стал происходить массовый отток клиентов, в результате в ноябре 2015 банк лишился лицензии и только принимал платежи по ранее выданным кредитам. Права по приёму платежей по части ранее выданных розничных кредитов были переданы «Тинькофф банку». 6 марта 2023 года банк был окончательно ликвидирован.

## Собственники и руководство
- Председатель Совета директоров — Максим Ноготков
- Заместитель Председателя Совета директоров — Сергей Сулимов
- Исполняющий обязанности Председатель правления — Евгений Давыдович
- Заместитель Председателя Правления по технологиям — Оксана Смирнова-Крелль
- Заместитель Председателя Правления — Финансовый директор — Константин Рогов

Органами управления Связного Банка являются: общее собрание акционеров, совет директоров, правление (коллегиальный исполнительный орган) и председатель правления (единоличный исполнительный орган). Руководство банка подотчетно органам управления Связного Банка, которые определяют вектор развития банка. 88,4493 % акций банка принадлежит холдинговой компании Trellas, основной владелец которой, Максим Ноготков, является председателем совета директоров Связного Банка.
В начале ноября 2014 года стало известно, что группа компаний «Связной» (в которую входит одноимённая торговая сеть), допустила дефолт по обязательствам перед банками. Чистый долг на этот период, по некоторым данным, превышал 500 млн долларов. При этом залогом по кредитам являлась кипрская компания Trellas Enterprises Limited, владелец активов холдинга. В связи с этим в ряде федеральных СМИ появилась информация о том, что часть активов Максима Ноготкова (сеть салонов сотовой связи «Связной», Связной банк, онлайн-ретейлер Enter Связной, сеть ювелирных салонов Pandora) может перейти за долги кредиторам.

## Деятельность

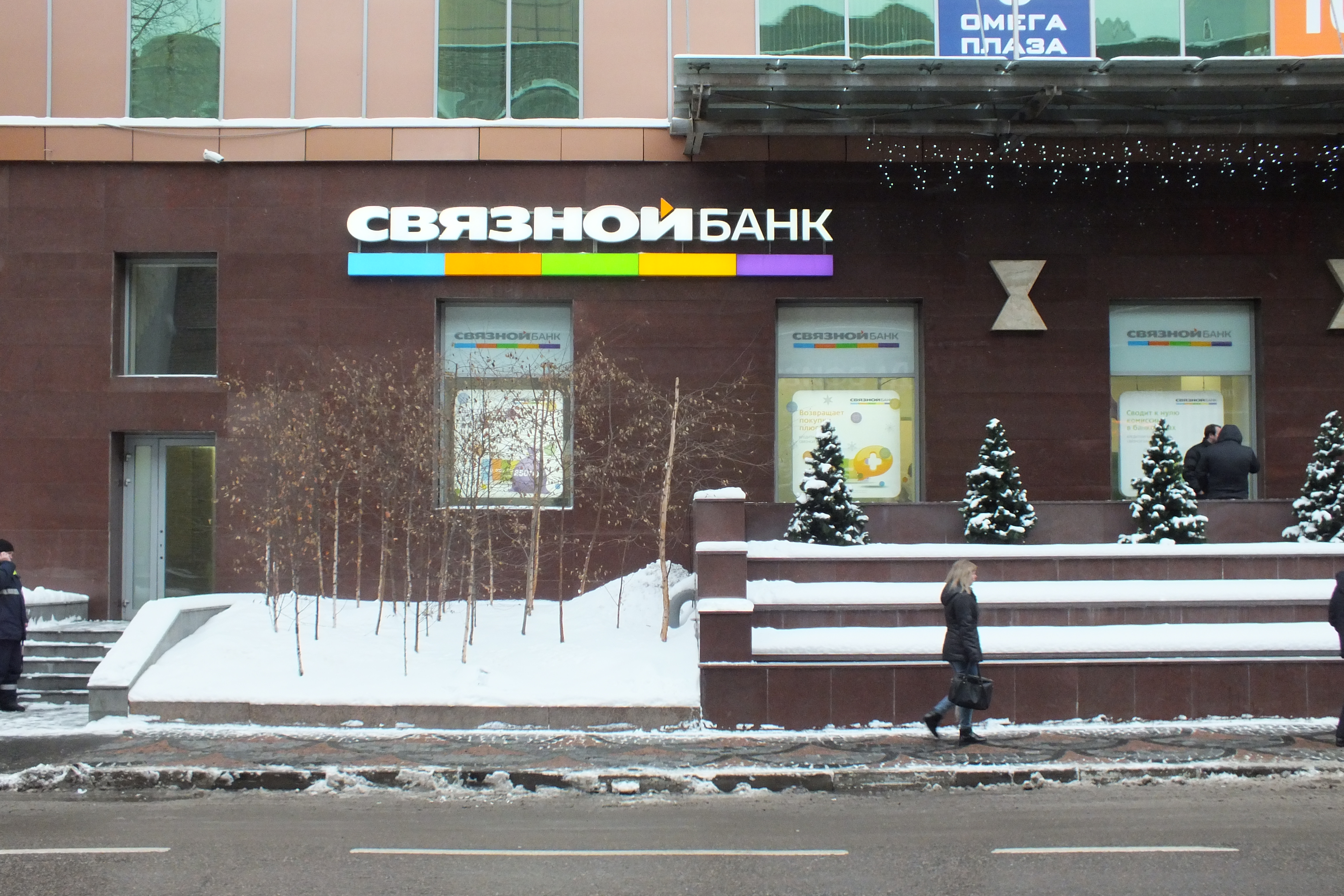
Связной Банк в московском бизнес-центре «Омега Плаза» на улице Ленинская Слобода

Банк имел генеральную лицензию на осуществление банковских операций № 1961 от 09 сентября 2010 года. Филиальная сеть банка включала в себя отделения в Москве, Санкт-Петербурге и крупнейших областных центрах России. Услугами Связного Банка розничные клиенты могли воспользоваться в центрах мобильной связи «Связной».
До ликвидации Связной Банк обслуживает свыше 3 тысяч юридических лиц, среди которых организации, работающие в сфере финансовых услуг, оптовой и розничной торговли, промышленности, транспорта и связи. Корпоративным клиентам банк  предлагал стандартный набор банковских услуг (расчетно-кассовое-обслуживание, кредитование, депозиты, зарплатные проекты, депозитарное обслуживание, услуги инкассации, документарные операции), а также торговое финансирование, корпоративные и таможенные карты, услуги по эквайрингу, факторинг и др.
Связной Банк участвовал в системе обязательного страхования вкладов и состоял в ряде организаций:
- Ассоциация российских банков
- Ассоциация региональных банков России
- Московская межбанковская валютная биржа
- Объединённая расчётная система
- SWIFT

Приказом Банка России от 24.11.2015 № ОД-3290 отозвана лицензия на осуществление банковских операций у кредитной организации Связной Банк с 24.11.2015.

### Универсальная банковская карта
Первым продуктом Связного Банка для розничных клиентов стала универсальная банковская карта Связной Банк — дебетово-кредитная карта с начислением процентов на остаток на счёте и кредитной линией. Оформление прекращено в декабре 2012 года, из-за ограничений, наложенных ЦБ РФ. С 12 марта 2013 года выпуск был возобновлён, но без начисления процентов на остаток и без возможности открывать вклад Safe.
Помимо этого продукта, частным лицам были доступны депозиты, персональные кредиты, Интернет-банк и мобильный банк.

### Показатели деятельности
Согласно рейтингу центра экономических исследований «РИА-Аналитика», объём активов Связного Банка увеличился на 207,54 %, и в рейтинге крупнейших банков России Связной Банк за 2011 год поднялся с 173-го места на 92-е. По состоянию на 30 мая 2013 года, общий объём активов банка составляет 78 млрд рублей.
Рейтинг по Moody’s (12.09.2012)
| Долгосрочный рейтинг            | Caa1/негативный |
| Краткосрочный                   | NP              |
| Рейтинг по национальной шкале   | Ba3             |
| Рейтинг финансовой устойчивости | E               |

Согласно бухгалтерской отчетности банка по российским стандартам на 1 октября 2014 года, за сентябрь резко выросла доля просроченных кредитов в розничном портфеле: с 17,7 % до 25 %, что стало рекордом по банковскому сектору России и в абсолютном, и в относительном выражении (рост составил 3,06 млрд руб. — 41 %). При этом в среднем по банковской системе такой рост составил лишь 3,6 %. Вместе с тем нормативы ЦБ РФ банк не нарушил.